# (5960) Wakkanai
(5960) Wakkanai est un astéroïde de la ceinture principale.

## Description
(5960) Wakkanai est un astéroïde de la ceinture principale. Il est découvert le 21 octobre 1989 à Kagoshima par Masaru Mukai et Masanori Takeishi. Il présente une orbite caractérisée par un demi-grand axe de 2,19 UA, une excentricité de 0,15 et une inclinaison de 4,3° par rapport à l'écliptique.

## Compléments